# Jonathan Greening
Jonathan Greening (* 2. Januar 1979 in Scarborough) ist ein englischer Fußballspieler.

## Vereinskarriere

### York City, Manchester United und FC Middlesbrough
Im Alter von 17 Jahren wurde Greening in den Profikader von York City aufgenommen. Mit den Yorkies spielte der junge Mittelfeldspieler in der Football League Second Division und machte dort bereits nach kurzer Zeit auf sich aufmerksam. Am 26. März 1998 sicherte sich dann der englische Top-Klub Manchester United die Dienste des Spielers. Bei ManU hatte es der Offensivspieler schwer, sich gegen die große Konkurrenz durchzusetzen. Beim Finale um die UEFA Champions League 1998/99 gegen den FC Bayern München saß Greening auf der Bank und konnte von dort aus den 2:1-Erfolg feiern. Allerdings kam er in keiner einzigen Begegnung des Wettbewerbs zum Einsatz. Im Sommer des gleichen Jahres verlängerte er seinen Vertrag, entschied sich aber bereits im Sommer 2001, den Verein zu verlassen. Für eine Summe von drei Millionen Pfund ging Greening zum FC Middlesbrough. Dort entwickelte er sich in der Anfangszeit zum Leistungsträger und wurde in der Premier League 2002/03 zum Spieler der Saison innerhalb seines Vereins gewählt. Im Folgejahr kam es zu Problemen und Greening fand sich immer öfter auf der Bank wieder. Aus diesem Grund entschied er sich im Sommer 2004 zum erneuten Wechsel innerhalb der Liga.

### West Bromwich Albion
Bei West Bromwich Albion fand er zu alter Stärke, wurde Stammkraft und unumstrittener Leistungsträger. Am Ende der Premier League 2005/06 stieg er mit seinem neuen Klub ab, blieb ihm allerdings treu. Im Sommer 2007 verlängerte der offensive Spieler seinen Vertrag um drei Jahre und wurde kurz darauf zum neuen Kapitän des Teams ernannt. Am Ende der Saison sicherte sich Bromwich den ersten Platz in der Football League Championship 2007/08 und damit den Aufstieg in die Premier League. Neben den Vereinskameraden Paul Robinson und Kevin Phillips wurde Greening in das PFA Team of the Year der zweiten Liga gewählt. Zum Ende der Premier League 2008/09, die den direkten Wiederabstieg in die Zweitklassigkeit brachte, lehnte Greening es ab, seinen bis Sommer 2010 laufenden Vertrag zu verlängern und bat stattdessen um eine Transferfreigabe.

### FC Fulham
Nachdem „WBA“ ein Kaufgebot vom FC Fulham abgelehnt hatte, kamen beide Klubs im August 2009 über ein Ausleihgeschäft für die gesamte Saison 2009/10 überein. Anfang Juli 2010 unterzeichnete Greening einen auf zwei Jahre befristeten Vertrag.

### Nottingham Forest
Nachdem er in der Premier League 2010/11 nur zu zehn Ligaeinsätzen gekommen war, wechselt er am 18. Juli 2011 zu Nottingham Forest und unterschrieb einen Dreijahresvertrag. Im Verlauf der Hinrunde der Saison 2012/13 verpflichtete der FC Barnsley den bei Forest nicht mehr berücksichtigten Greening auf Leihbasis.

## Nationalmannschaft
Greening kam zu 17 Einsätzen in der englischen U-21-Auswahl. Dabei erzielte er drei Treffer. Für die U-21-Fußball-Europameisterschaft 2002 in der Schweiz wurde er nominiert, schied allerdings mit der Mannschaft bereits nach der Vorrunde aus. Greening kam nur im letzten Spiel der Gruppe A zum Einsatz und wurde bereits in der 31. Minute gegen Shola Ameobi ausgewechselt. Während der Spielzeit 2002/03 wurde er für die A-Nationalelf nominiert, kam aber zu keinem Einsatz.

## Erfolge
- Gewinn der UEFA Champions League mit Manchester United: 1999
- Gewinn der Football League Championship mit West Bromwich Albion: 2008